# Verrucachernes congicus
Verrucachernes congicus är en spindeldjursart som beskrevs av Beier 1959. Verrucachernes congicus ingår i släktet Verrucachernes och familjen blindklokrypare. Inga underarter finns listade i Catalogue of Life.